# شارة كشفية

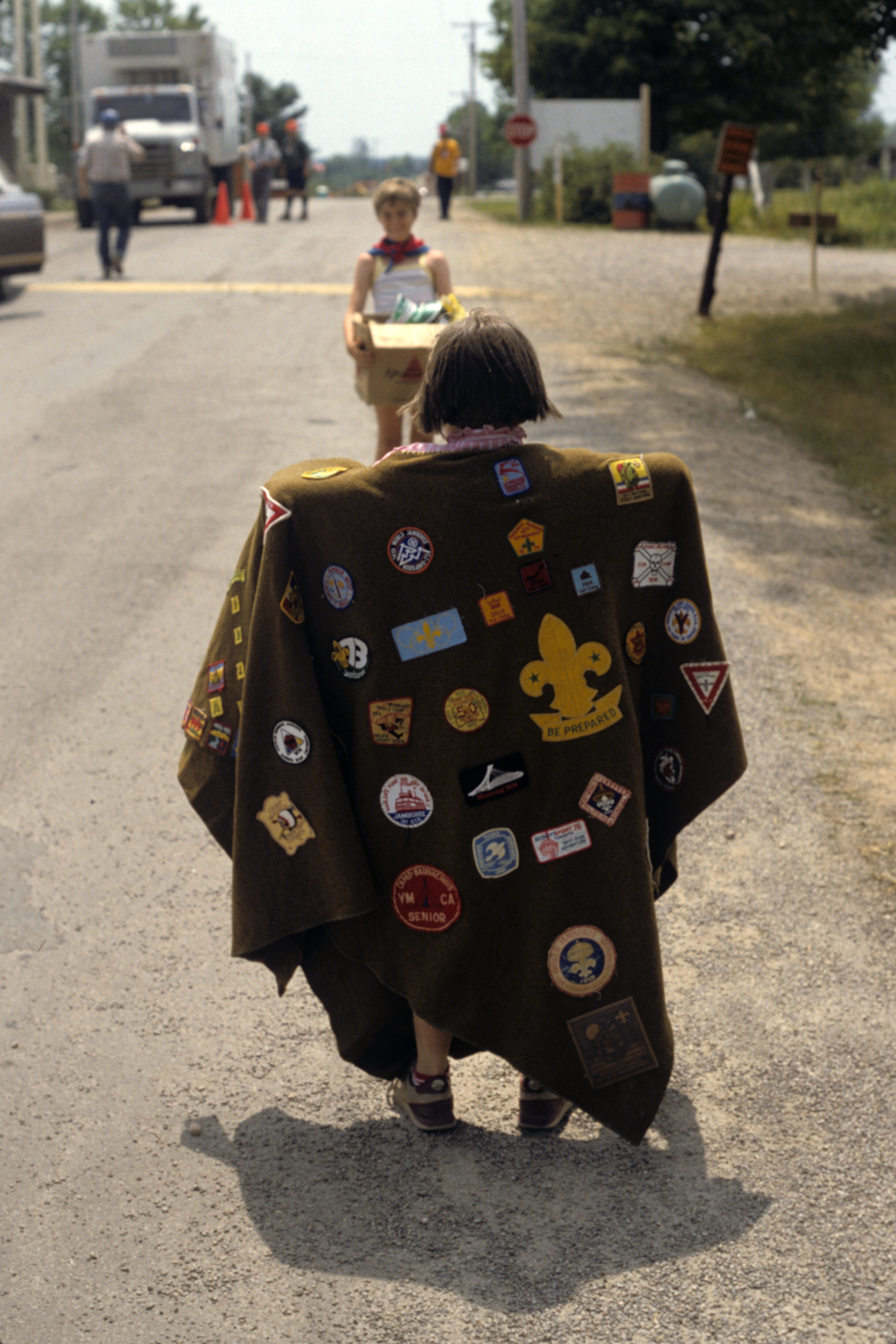

يتم ارتداء الشارات الكشفية على الزي الرسمي لأفراد المنظمات الكشفية في جميع أنحاء العالم ؛ من أجل الدلالة على العضوية والإنجازات. هناك مجموعة كبيرة ومتنوعة من الشارات التي لا تنحصر بين المنظمات الكشفية الوطنية المختلفة وحسب؛ ولكن ضمن أقسام البرنامج الواحد كذلك.

## شكل الشارة
في العادة يتم إعداد الشارة من القماش الذي تتم حياكته وفق أشكال وأنماط وألوان رمزية ذات دلالة ليتم لاحقا خياطتها أو لصقها لزي الكشاف في أماكن محددة حسب فئة كل شارة.

## أنواعها
بشكل عام؛ هناك أربع أنواع من الشارات التي يرتديها أفراد الكشافة:
1. شارة مميزة لهوية المجموعة : دلالةً على الانتماء الكشفي للأفراد ضمن التقسيمات الفرعية داخل مؤسساتهم الوطنية.
2. الجوائز المستحقة : كل قسم من الكشافة لديه عدد من البرامج طويلة الأجل، ويستحق الكشاف الذي ينجزها أن يكافأ بشارة تعكس إنجازه وإتقانه للمبادئ الأساسية لهذه الحرفة أو الخدمة أوالمغامرة الكشفية.
3. جوائز النشاط أو الكفاءة : لأن الكشاف عادة قادرة على القيام بعدد كبير من الأنشطة؛ فإنه يستحق عند الانتهاء من مهمة محددة أن يحصل على هذا التنوع من الشارات.
4. شارات خاصة بالمناسبات : من وقت لآخر، الكشاف قادرة على حمل شارات مناسبة خاصة ما، على سبيل المثال، للاحتفال الذكرى المئوية الكشافة 2007.